# セント・パトリック大聖堂 (ニューヨーク)
セント・パトリック大聖堂（セント・パトリックだいせいどう、英: St. Patrick's Cathedral）は、アメリカ合衆国ニューヨーク市マンハッタン区ミッドタウンにある聖堂教会である。カトリック教会のニューヨーク州大司教区大司教座および教区教会である。
建築様式は、装飾ネオ・ゴシック様式であり、ニューヨーク市の主要な観光地の一つとなっている。

## 概要
セント・パトリック大聖堂は、ミッドタウン・マンハッタンの50丁目と5番街の交点の北東の角に、ロックフェラー・センター（アトラス像の地点）と向かい合うように立っている。この土地はもともと教区の孤児院が1810年3月6日に拡張用の土地として1万1千ドルで買い取ったものであった。しかし、ローマ教皇ピウス9世によって1850年7月19日にニューヨーク司教区が大司教区にあげられたことを記念し、旧来のセント・パトリック聖堂に変わるものとして、10月6日にこの土地に新聖堂を建設することが大司教ジョン・ジョセフ・ヒューズによって発表された。
礎石は1858年8月15日に孤児院の南に据えられた。設計はジェームズ・レンウィック・ジュニアがおこないゴシックスタイルをとり建設が始められたが、南北戦争中には一時建設が中断し1865年に再開された。その後1878年に完成し、翌年5月25日に式典がおこなわれた。1882年には司教の住む住居が設けられ、同時に付属学校が開講している。1888年には西棟が1901年には東棟とチャールズ・T・マシューズの設計になるレディ・チャペルが追加された。1927年から1931年にかけて大オルガンの設置にあわせて改修され内陣が拡張された。

## ギャラリー

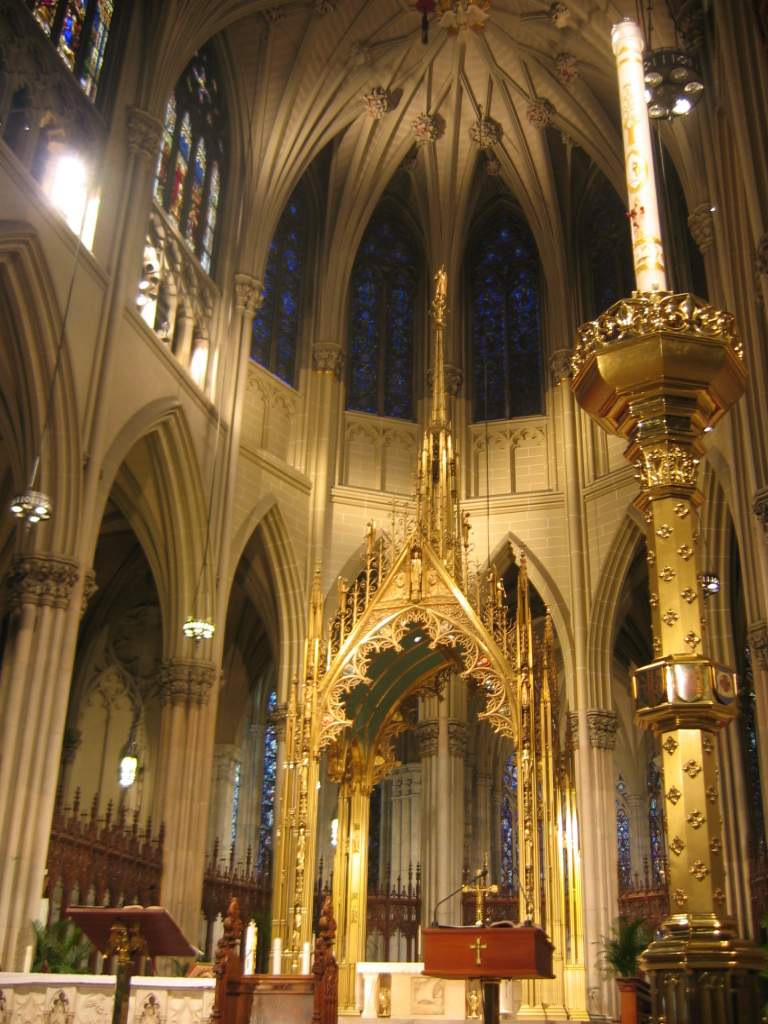
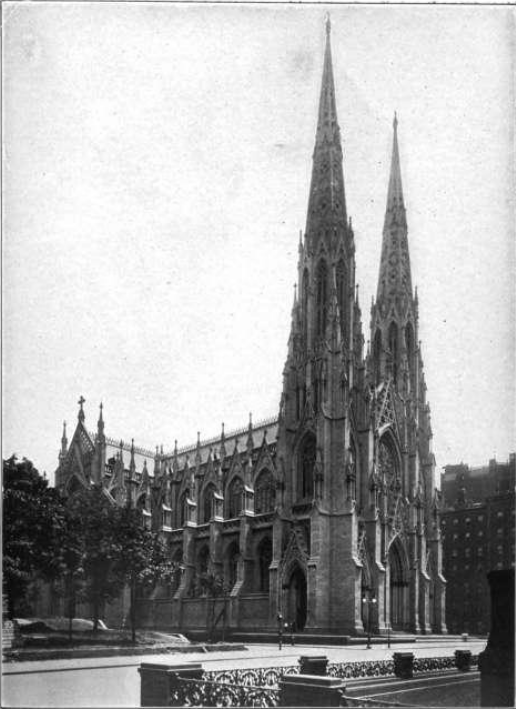
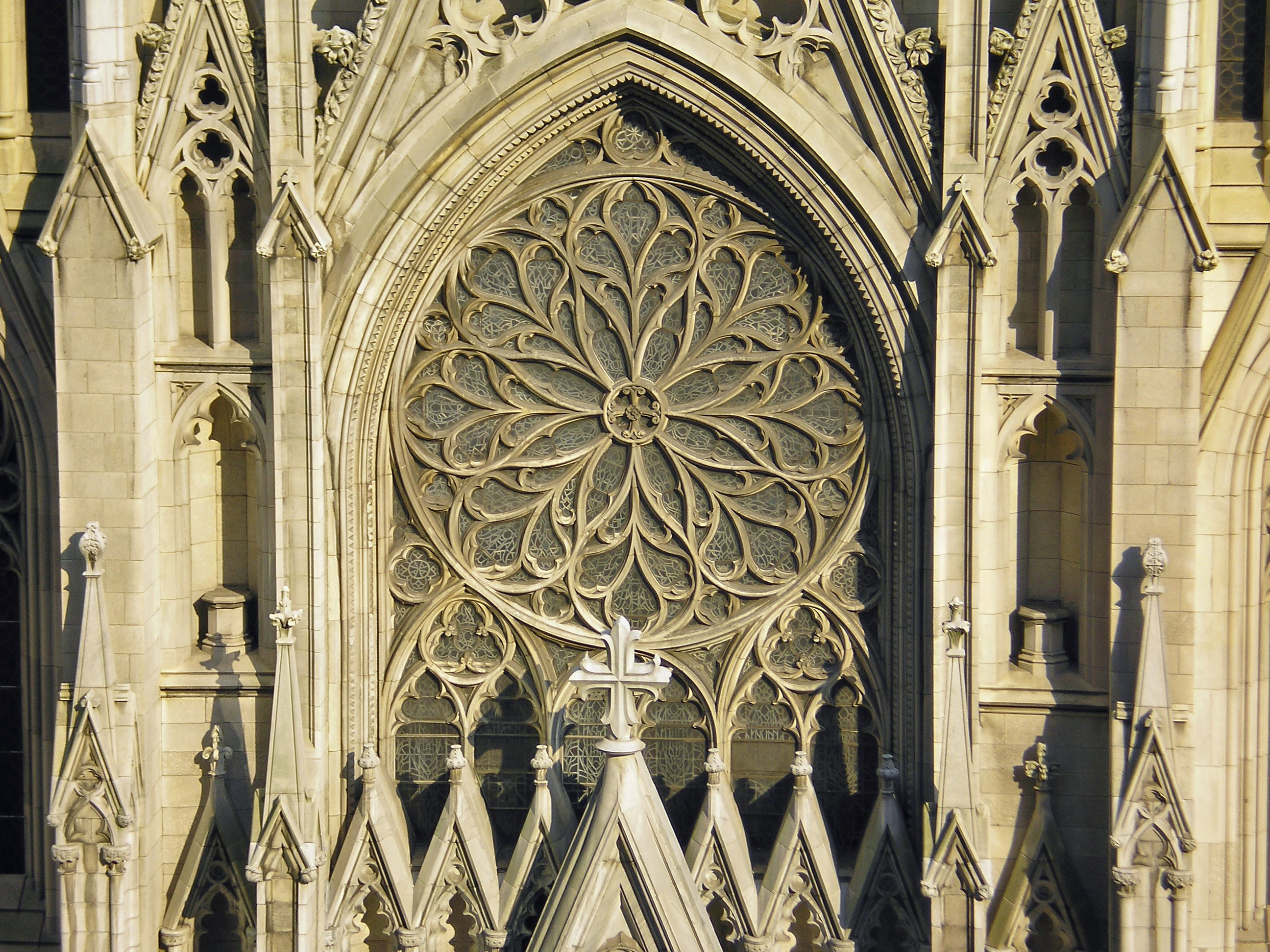
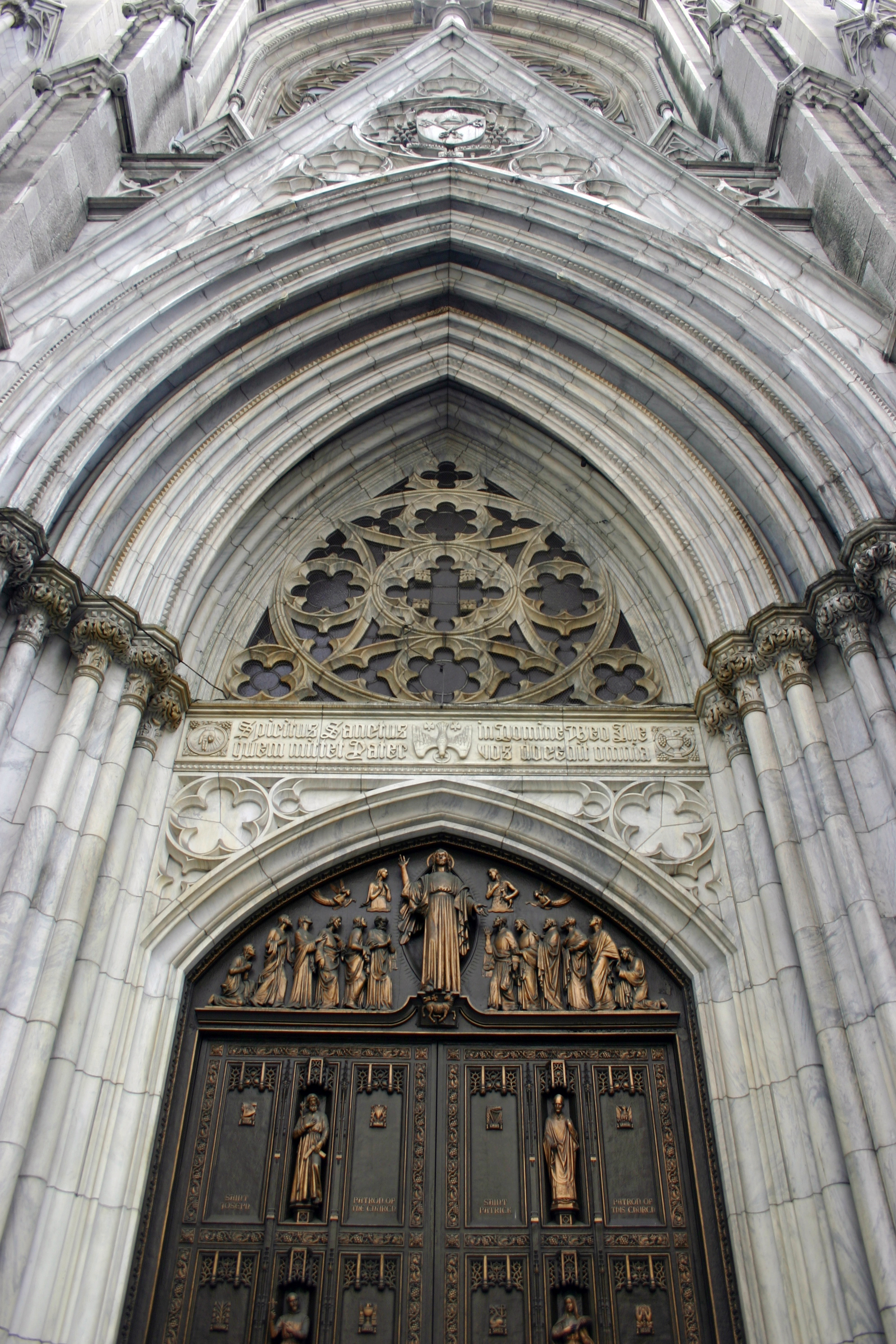
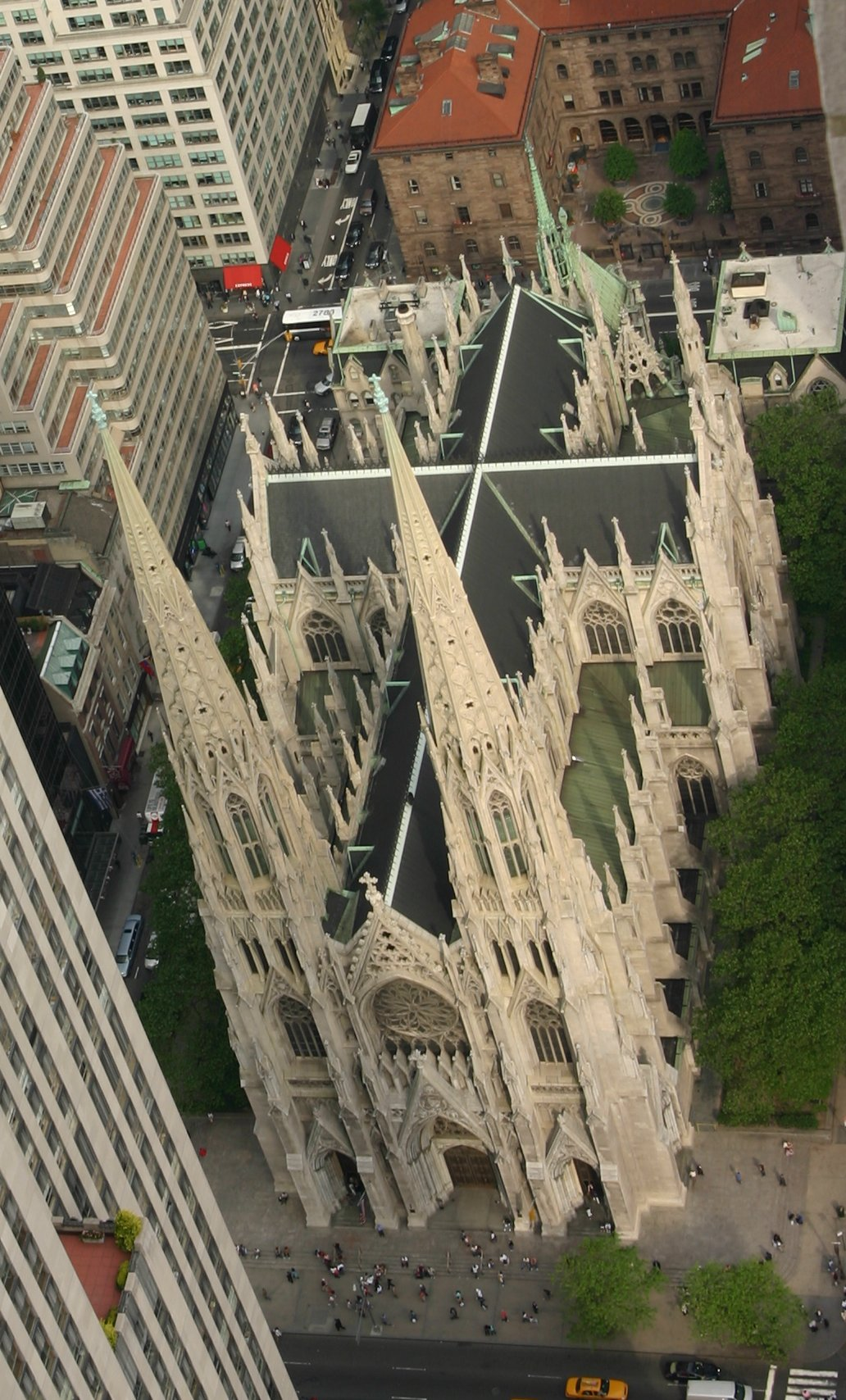
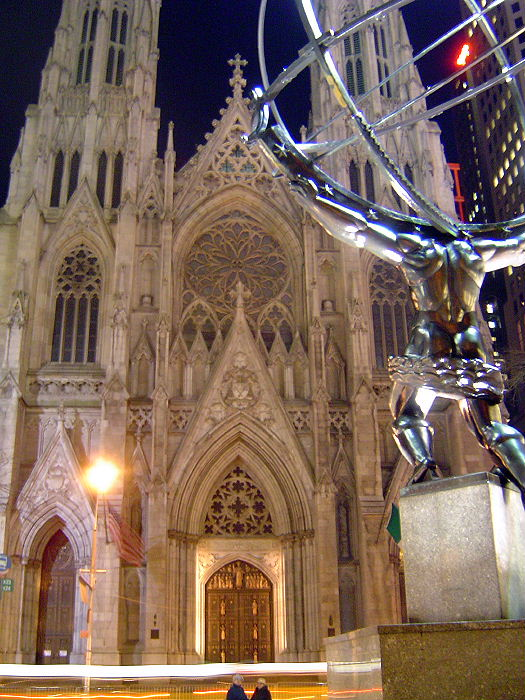